# Agrilus neelgheriensis
Agrilus neelgheriensis es una especie de insecto del género Agrilus, familia Buprestidae, orden Coleoptera.
Fue descrita científicamente por Kerremans, en 1892.